# Sympycnus apicalis
Sympycnus apicalis är en tvåvingeart som beskrevs av de Meijere 1916. Sympycnus apicalis ingår i släktet Sympycnus och familjen styltflugor. Inga underarter finns listade i Catalogue of Life.